# 레소토의 총리
레소토의 총리(소토어: Tona-Kholo)는 1965년 레소토의 총리직이 성립된다.
총 6명이 레소토의 총리를 지냈다(총리 대행 1명과 군사위원회 의장 2명 제외). 또한, 음츠 모켈레, 파칼리타 모시실리, 톰 타바네 등 3명이 연임하지 않았다.
현재 총리는 톰 타바네의 사임으로 2020년 5월 20일 취임한 모에케치 마조로이다.